# Swiss International 2013
Das Swiss International 2013 im Badminton fand vom 17. Oktober bis zum 20. Oktober 2013 in Yverdon-les-Bains, Schweiz, statt.

## Sieger und Platzierte
| Disziplin    | Gold                               | Silber                           | Bronze                                   |
| ------------ | ---------------------------------- | -------------------------------- | ---------------------------------------- |
| Herreneinzel | Brice Leverdez                     | Vladimir Malkov                  | Henri Hurskainen                         |
| Herreneinzel | Brice Leverdez                     | Vladimir Malkov                  | Misbun Ramdan Mohmed Misbun              |
| Dameneinzel  | Zhang Beiwen                       | Tanvi Lad                        | Sabrina Jaquet                           |
| Dameneinzel  | Zhang Beiwen                       | Tanvi Lad                        | Yuka Kusunose                            |
| Herrendoppel | Daniel Benz Chan Kwong Beng        | Lucas Corvée Brice Leverdez      | Christopher Rusdianto Tri Kusuma Wardana |
| Herrendoppel | Daniel Benz Chan Kwong Beng        | Lucas Corvée Brice Leverdez      | Pranav Chopra Akshay Dewalkar            |
| Damendoppel  | Anastasia Chervyakova Nina Vislova | Emelie Lennartsson Emma Wengberg | Tatjana Bibik Ekaterina Bolotova         |
| Damendoppel  | Anastasia Chervyakova Nina Vislova | Emelie Lennartsson Emma Wengberg | Simona Kononykhina Olga Lipkina          |
| Mixed        | Vitaliy Durkin Nina Vislova        | Ronan Labar Émilie Lefel         | Pranav Chopra Maneesha Kukkapalli        |
| Mixed        | Vitaliy Durkin Nina Vislova        | Ronan Labar Émilie Lefel         | Jonathan Nordh Emelie Lennartsson        |